# Phyllanthus ruber
Phyllanthus ruber är en emblikaväxtart som först beskrevs av João de Loureiro, och fick sitt nu gällande namn av Spreng.. Phyllanthus ruber ingår i släktet Phyllanthus och familjen emblikaväxter. Inga underarter finns listade i Catalogue of Life.